# Беседа (кружок)
«Беседа» — кружок либеральных земских деятелей, существовавший в Москве с ноября 1899 года по октябрь 1905 года.
Первоначально в него входили шесть человек: Павел Д. Долгоруков, Петр Д. Долгорукий, Ю. А. Новосильцев, В. М. Петрово-Солово, Д. А. Олсуфьев, П. С. Шереметев. К 1905 году в него входили уже 54 человек, из них 9 князей, 8 графов, 2 барона, 4 губернских и 18 уездных предводителей дворянства.
Лозунгом кружка было «сочувствие земству и борьба с произволом бюрократии». Хотя политические взгляды членов кружка различались, все они выступали за передачу больших полномочий земствам, за учреждение органов местного самоуправления на всех уровнях (в связи с чем возникал вопрос о волостном или даже сельском земстве), за участие избранных представителей общества в работе центральных органов власти (в той или иной форме). Было проведено тридцать заседаний кружка, в ходе которых обсуждались различные вопросы. Также было создано издательство «Беседа», которое выпустило шесть книг, посвященных положению земства и аграрному вопросу (то есть отношениям крестьян и помещиков).
Члены «Беседы» с помощью постановлений, петиций, адресов, ходатайств земских собраний надеялись сформировать общественное мнение, которое заставило бы власти идти на уступки. Также они рассчитывали на личные контакты с представителями власти. Когда после убийства В. К. Плеве в 1904 году министром внутренних дел стал П. Д. Святополк-Мирский, настроенный на определенные уступки либеральной земской общественности, это было встречено с восторгом.
Однако политические взгляды членов кружка не совпадали, что привело к выходу из кружка части его членов, а затем и к прекращению его деятельности в связи с политическим размежеванием в период революции 1905—1907 годов и образованием политических партий. Часть членов кружка вошла в Конституционно-демократическую партию (Долгоруковы, Д. И. Шаховской, Ф. Ф. Кокошкин, В. А. Маклаков, С. А. Котляревский, М. В. Челноков), другая часть — в Партию мирного обновления (П. А. Гейден, Н. Н. Львов, Д. Н. Шипов, М. А. Стахович), некоторые — в Союз семнадцатого октября (Н. А. Хомяков, А. Ф. Мейендорф, Д. А. Олсуфьев), а крайние националисты и монархисты — в Объединенное дворянство и Союз русского народа (А. А. Бобринский, П. С. Шереметев).